# فيرمن تورو
فيرمن تورو (بالإسبانية: Fermín Toro) هو دبلوماسي وكاتب فنزويلي، ولد في 14 يوليو 1806 في كاراكاس في فنزويلا، وتوفي بنفس المكان في 23 ديسمبر 1865.